# Exetastes allopus
Exetastes allopus är en stekelart som beskrevs av Meyer 1927. Exetastes allopus ingår i släktet Exetastes och familjen brokparasitsteklar. Inga underarter finns listade i Catalogue of Life.